# Cecília Torres
Cecília Torres (1952 – 1985) foi uma mastozoóloga e primatóloga brasileira. Também conhecida por seu nome de casada, Cecília Torres de Assumpção foi uma pioneira no estudo da ecologia de primatas no Brasil.
Cecília se graduou em Bacharelado em Ciências Biológicas pelo Instituto de Biociências da USP em 1976. Logo após a graduação, ingressou no doutorado. Em sua tese, defendida na Universidade de Endimburgo em 1983, intitulada "An ecological study of the primates of Southeastern Brazil, with a reappraisal of Cebus apella races" Cecília estudou a comunidade de primatas na Estação Ecológica Barreiro Rico, no interior do estado de São Paulo. Sua tese também inclui uma avaliação taxonômica dos macacos-prego de topete, que à epoca eram todos classificados em uma única espécie, Cebus apella.
Além de suas contribuções ao conhecimento dos primatas neotropicais, Cecília é membro fundador da Sociedade Brasileira de Mastozoologia.  Embora tenha tido papel importante para a disciplina da primatologia brasileira, e ter feito parte da Diretoria como 2ª Secretária da Sociedade Brasileira de Primatologia (1985), seu nome não é mencionado no site da Sociedade.

## Homenagens
A espécie de ave passeriforme cara-pintada (Phylloscartes ceciliae) foi nomeada como uma homenagem póstuma à Cecília. 